# Skeiðará
Skeiðará – rzeka lodowcowa w południowej Islandii o długości 30 km. Wypływa z lodowca Skeiðarárjökull, który stanowi jeden z jęzorów lodowca Vatnajökull. Zasilana jest wodami podlodowcowego jeziora w okolicach wulkanu Grímsvötn. Uchodzi do Oceanu Atlantyckiego, tworząc wraz z innymi rzekami rozległą piaszczystą równinę sandrową Skeiðarársandur. 
Rzeka niesie dużą ilość wód lodowcowych. Średni jej przepływ w okolicach Skaftafell, niedaleko od jej wypływu z lodowca, wynosi 110 m³/s , co daje jej 9. miejsce wśród rzek Islandii. 
Rzeka znana jest z częstych powodzi glacjalnych, do których dochodzi w trakcie topnienia lodowca na skutek aktywności wulkanu Grímsvötn – obserwowanych średnio co 4–5 lat. Do największej takiej powodzi doszło w 1996, a za znaczące należy uznać te w trakcie aktywności wulkanicznej w latach 1902–1903 i 1922. W trakcie powodzi w 1996 r. największy jej przepływ osiągnął aż 45 tys. m³/s. Rzeka zniszczyła wówczas most na głównej islandzkiej drodze krajowej nr 1.